# سيبوس

أشكال متنوعة من "الأحجار النذرية"

سيبوس،cippus (الجمع: cippi)، أو الحجر النذري أو المسلة الصغيرة، كان قاعدة منخفضة، دائرية أو مستطيلة، أقامها الرومان القدماء لأغراض مثل علامات الميل أو أعمدة الحدود. كما استخدمها الإتروسكانيون والقرطاجيون لأغراض مختلفة بعض الشيء.

## أحجار الرومان النذرية
كانت السيبوسات الرومانية مصنوعة من الخشب أو الحجر؛ وتوضح النقوش على السيبوسات الحجرية وظيفتها أو المنطقة التي تحيط بها، مثل الأضرحة ومناطق المعابد. في روما، كانت تحدد حدود البوميريوم بعد توسيع أسوار المدينة، ومسار القنوات المائية، والكورسوس بوبليكوس. كانت السيبوسات المرتبة في صفوف مرقمة في كثير من الأحيان، وغالبًا ما تحمل اسم الشخص الذي أقامها أو المسافة إلى أقرب سيبوس آخر. تظهر النقوش على بعض السيبوسات أنها كانت تُستخدم أحيانًا كتذكارات جنائزية.

## سيبوسات الإتروسكيين
بين 800-100 قبل الميلاد، استخدم الإتروسكانيون السيبوسات كشواهد قبور، وكانت تُشكل بأشكال مختلفة حسب المكان والزمان. كانت السيبوسات تُقام كـلوحة، أو عمود أو تمثال في الطرق المؤدية لمقبرة إتروسكانية أو عند مدخل المقبرة. كانت لها أهمية دينية وسحرية. قد تأخذ السيبوسات شكل مكعب، مقبض، بصلة، بيضة، كرة أو أسطوانة. هناك ارتباط بين بعض الأشكال وتمثيل الأواني الكانوبية والجرات جنائزية التي كانت تُصنع على شكل جذع إنسان، ورأس بشري أو حيواني كغطاء.
- في تشرفيتيري، كانت السيبوسات للمدافن النسائية والذكورية مختلفة. كان الموتى الذكور يتلقون عمودًا (فالوسيا)، والنساء بيوتًا أو معابد صغيرة.
- تُظهر معالم بيترا فيتيدا (القرنين السادس والخامس قبل الميلاد) من منطقة تشيوسي مزيجًا من الجرة الجنائزية والسيبوس. وتحتوي على رماد الموتى في فتحة في قاعدتها.
- في أورفييتو، تحتوي اثنتان من ما يُسمى برؤوس محاربي السيبوسات على صور لرؤوس بشرية (أواخر القرن السادس قبل الميلاد).
- في بيروجيا، استخدمت أعمدة مخددة مع أوراق الأكانتوس في رؤوسها.
- من القرن الرابع قبل الميلاد، كانت السيبوسات تحتوي أيضًا على نقوش أسماء.

يُعتبر "Cippus Abellanus" (باللغة الأوسكانية)، مثل "Cippus Perusinus"، ليس علامة قبر.

## سيبوسات قرطاجة
تحتوي السيبوسات القرطاجية على قاعدة مشابهة للوحات التذكارية المصرية، التي يُشار إليها هي الأخرى أحيانًا كذلك باسم السيبوسات (مثل "لوحة متيرنيخ" في متحف المتروبوليتان للفنون). توجد في شمال أفريقيا، وأيضًا في سردينيا (كالياري، تيتي، تاروس)، صقلية (موتيا) وإسبانيا (هويلفا وبرشلونة). كانت سيبوسات ملقارت، الموجودة في مالطا، التي تحمل نقشًا فينيقيًا ويونانيًا، هي التي سمحت لأول مرة بفهم الأبجدية الفينيقية.

## معرض الصور

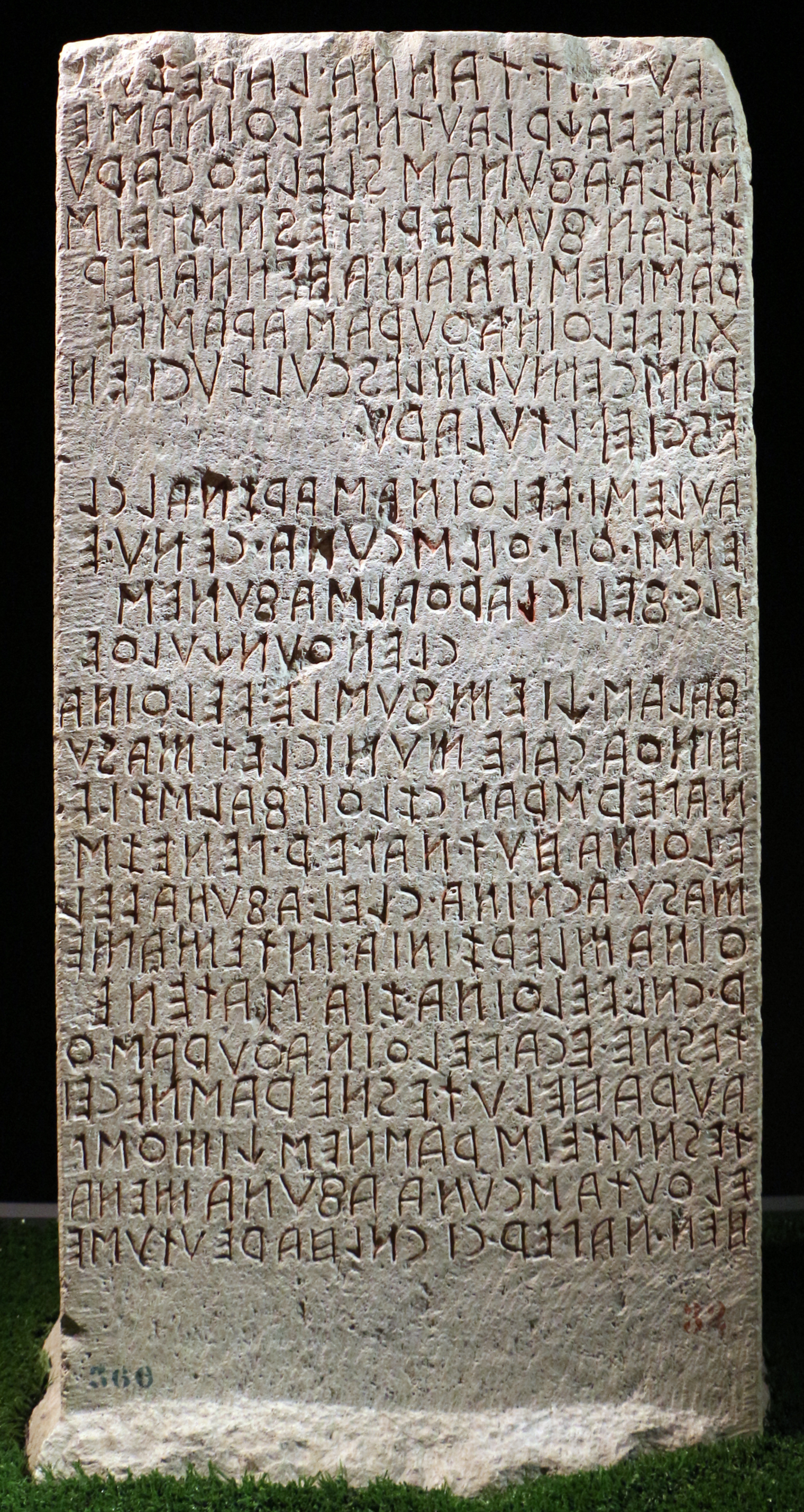
Cippus Perusinus
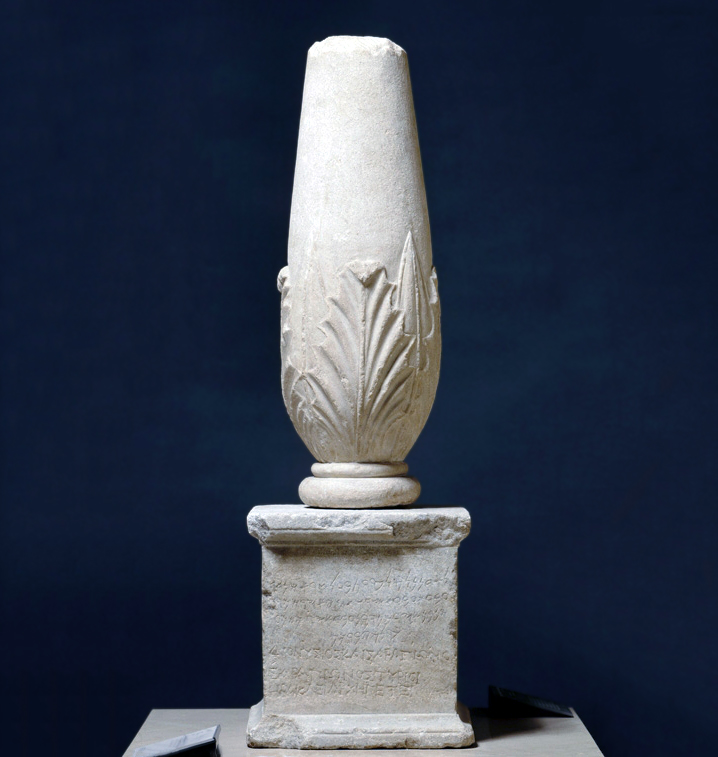
واحد من اثنين من سيبوسات ملكارت الذي استخدمه جان جاك بارتليمي لفك رموز اللغة الفينيقية.
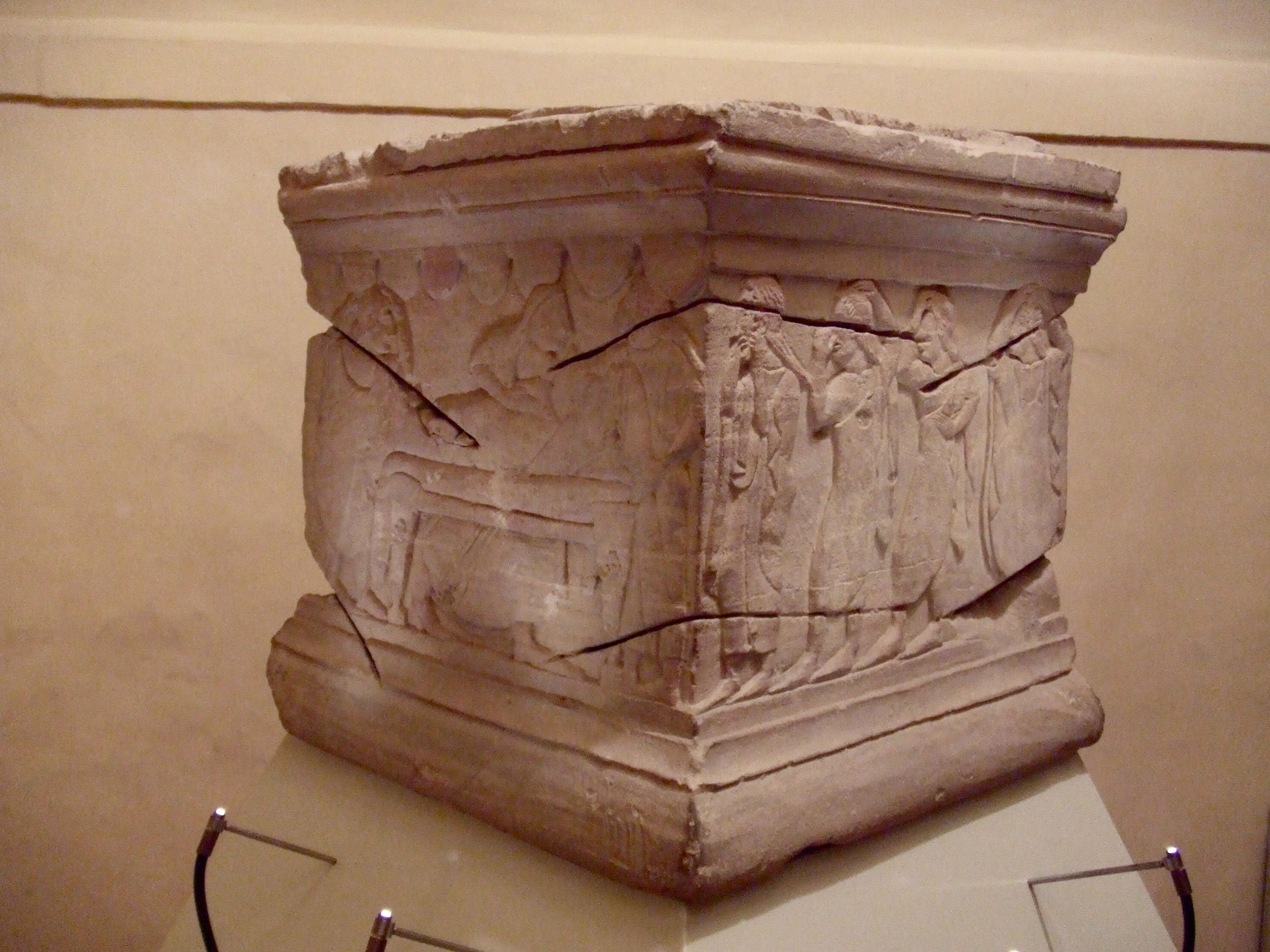
سيبوسات إتروسكاني "حجر نتن" في سارتانو
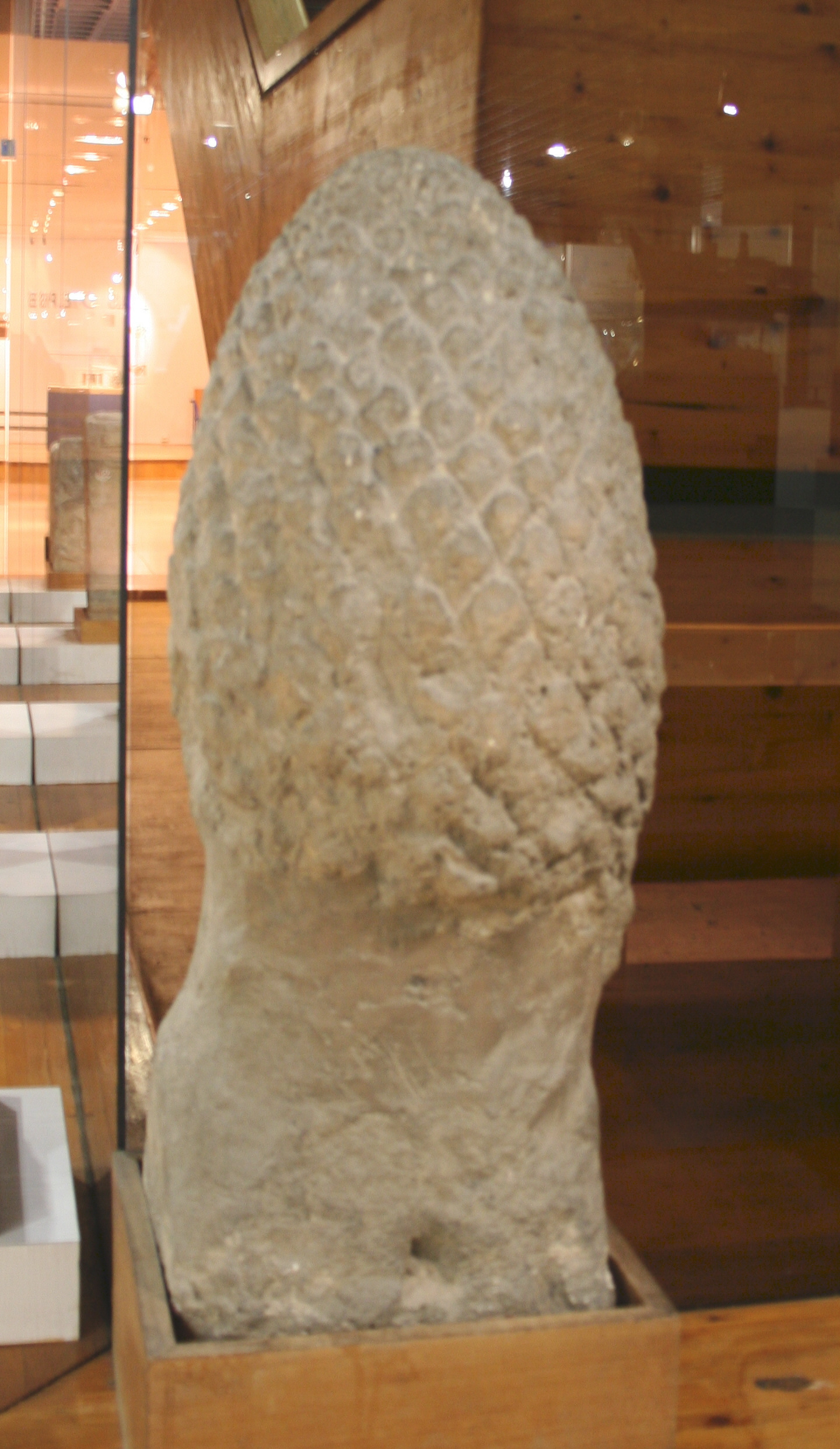
سيبب مغطى بـمخروط الصنوبر، الذي يرمز إلى شجرة الحياة
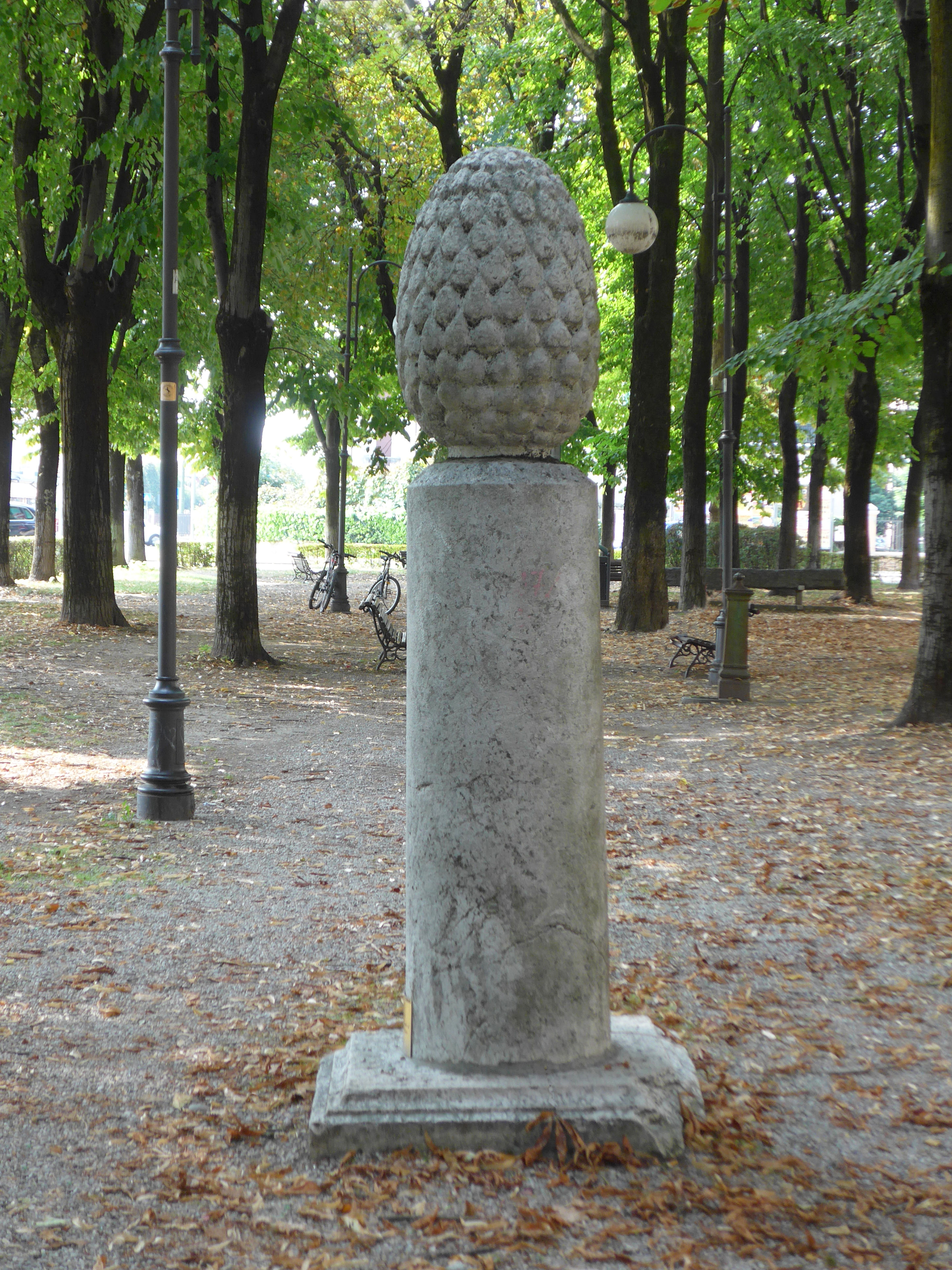
كاستل غوفريدو، نصب لا بينيا
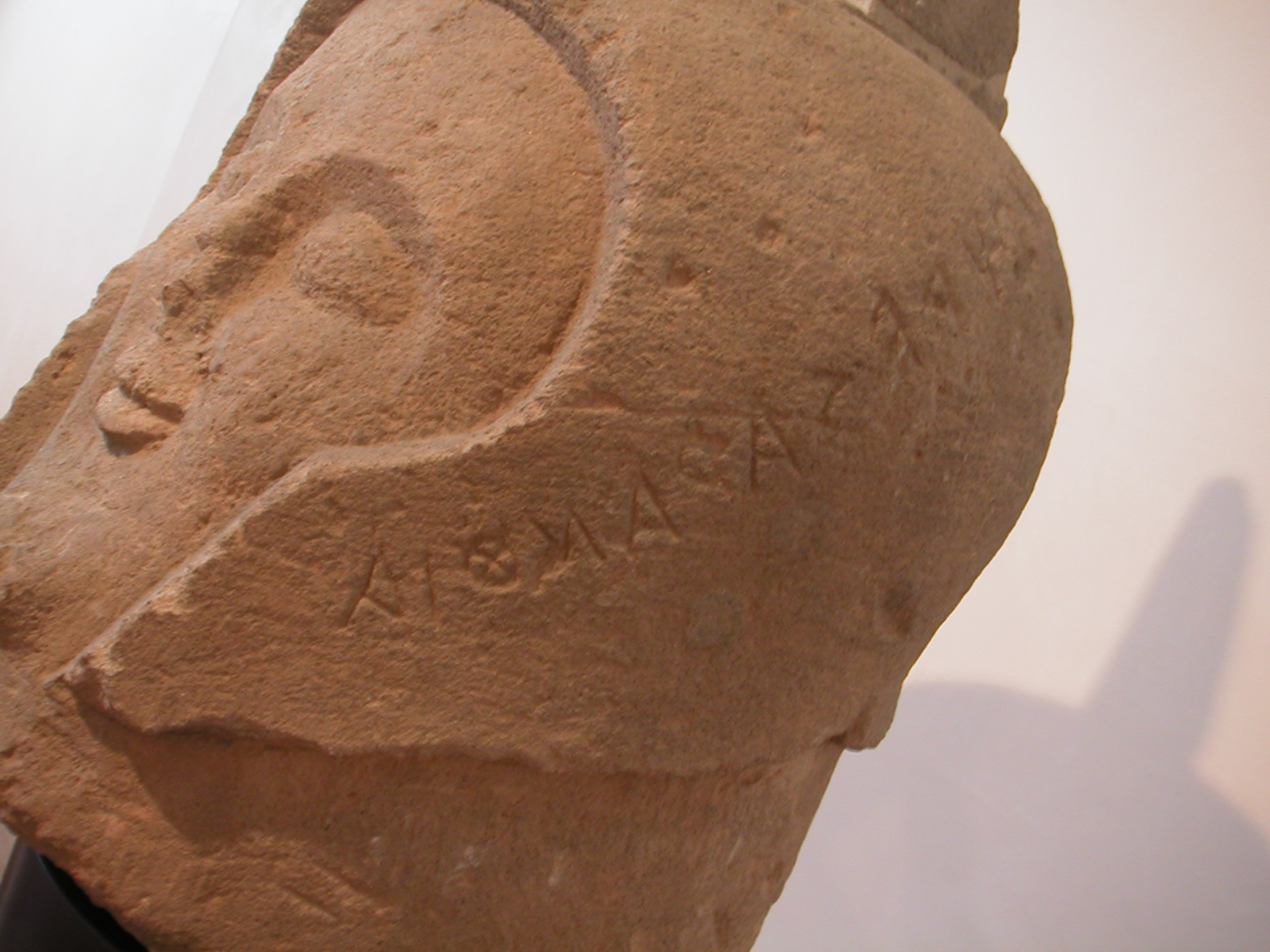
سيبب رأس محارب إتروسكاني

## قراءة إضافية
- Blumhofer, Martin (1993). Etruskische Cippi | Untersuchungen am Beispiel von Cerveteri (بالألمانية). Böhlau. ISBN:3-412-06993-0. Archived from the original on 2023-11-08. {{استشهاد بكتاب}}: |عمل= تُجوهل (help)
- Kaimio، Jorma (2017). The South Etruscan Cippus Inscriptions. Institutum Romanum Finlandiae. ISBN:978-88-7140-781-4. مؤرشف من الأصل في 2023-11-08.